# Kurt Weiland
Kurt Weiland (* 15. Juli 1910 in Ilversgehofen; † September 1944 in Weimar) war ein deutscher Widerstandskämpfer gegen den Nationalsozialismus.

## Leben

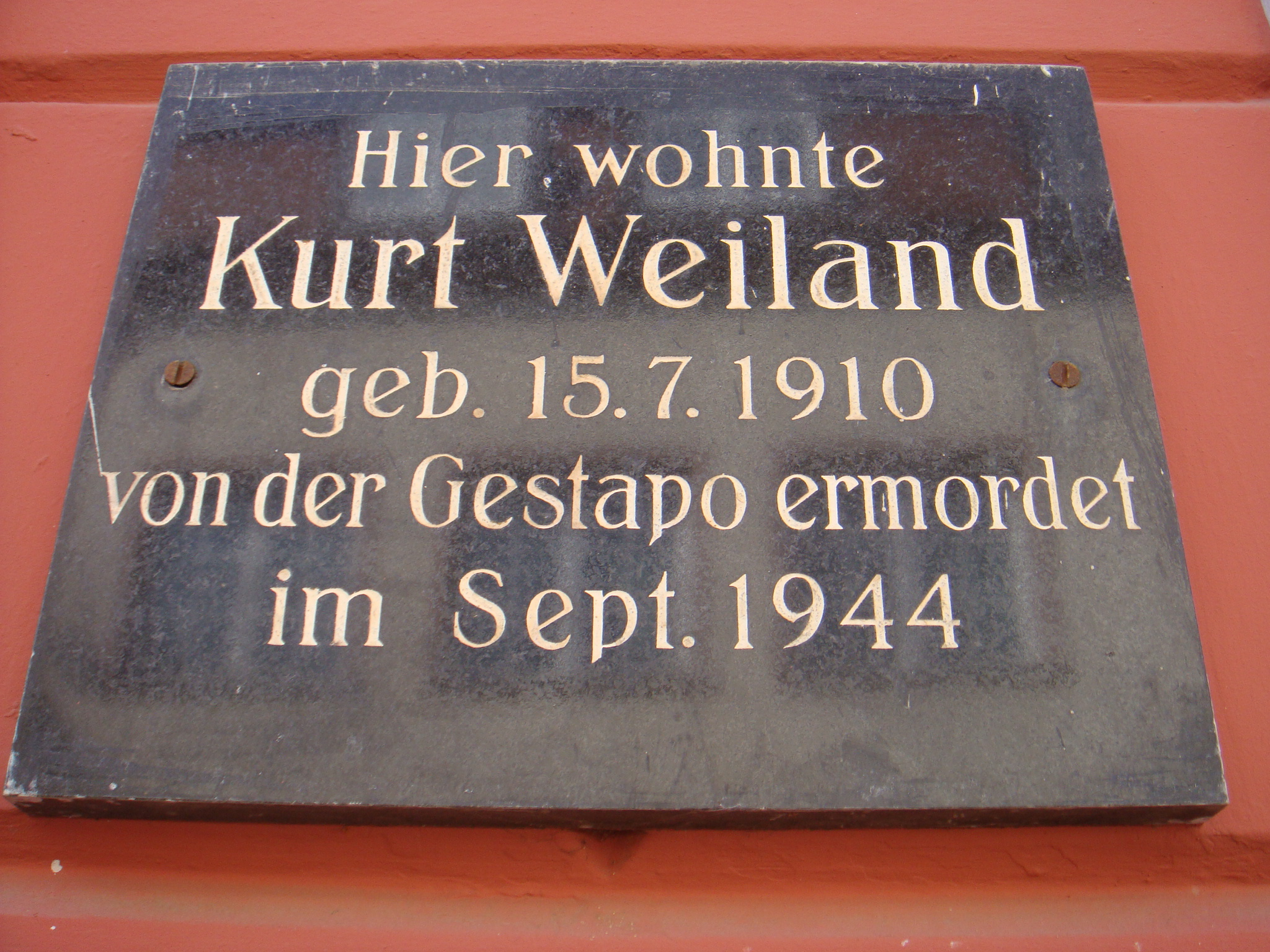
Gedenktafel am Wohnhaus Königstraße 7 in Apolda

Nachdem Ilversgehoven 1911 nach Erfurt eingemeindet wurde, wurden die Weilands Erfurter Bürger und Kurt besuchte von 1917 bis 1925 eine Erfurter Volksschule. Im Anschluss erlernte er einen technischen Beruf.  Kurt Weiland heiratete Luise Michling (* 26. April 1915) und am 8. Februar 1940 wurde in Erfurt die gemeinsame Tochter Monika geboren. Sie lebten in der Erfurter Triftstraße 53. Anfangs arbeitete er als Techniker  in der Rüstungsfabrik Rheinmetall AG in Sömmerda, zog dann aus betrieblichen Gründen 1940 nach Apolda um im dortigen Zweigbetrieb  der Rheinmetall als technischer Angestellter, so das Apolder Adressbuch von 1941, zu arbeiten. Er bewohnte eine Zweitwohnung in der Königstraße. Seine Familie blieb in Erfurt. Weiland war parteilos, beteiligte sich aber an Widerstandsaktionen und wurde wegen „Wehrkraftzersetzung“ vor dem Volksgerichtshof in Berlin angeklagt, nachdem er im Sommer 1944 in Apolda verhaftet wurde.
Auf Blatt 159 des Leichenjournals 1914–1949 wurde vermerkt, dass er am 3. Oktober 1944 ins Landgerichtsgefängnis in Weimar eingeliefert wurde und dort die Todesstrafe mit dem Fallbeil vollstreckt wurde.
Eintrag - Jahr: 1944, lfd. Nr. 56, Tag der Einlieferung: 3.10.1944, Geschlecht: männlich, Alter: 34, Einlieferungsort: Weimar, Name: Kurt Weiland, Todesursache: hingerichtet
Schon Anfang Juli 1945 benannte ein eben erst aus der Illegalität hervorgetretener Antifa-Ausschuss eine Straße nach ihm, und die Stadtverwaltung Apolda brachte an seinem Wohnhaus in der Königstraße 7 eine Gedenktafel an.
Seine Urne wurde auf dem Erfurter Hauptfriedhof aufgestellt.